# Instituto Nacional de Salud (Colombia)
El Instituto Nacional de Salud de Colombia (Siglas: INS) es una Institución Pública adscrita al Ministerio de Salud y Protección Social de Colombia, con independencia administrativa y presupuesto propio, cuya principal labor es la investigación de los problemas prioritarios de salud que afectan a la comunidad colombiana además de realizar desarrollo y transferencia tecnológica. Tiene como mandato el proponer políticas y normas, promover, desarrollar y difundir la investigación científica-tecnológica y brindar servicios de salud en los campos de salud pública, control de enfermedades transmisibles y no transmisibles, alimentación y nutrición, producción de biológicos, control de calidad de alimentos, productos farmacéuticos y afines, salud ocupacional, protección del medio ambiente y salud intercultural, para contribuir a mejorar la calidad de vida de la población. Su principal oficina se encuentra en Bogotá. Desde 2013 alberga el Observatorio Nacional de Salud.

## Historia
El 24 de enero de 1917, los doctores Bernardo Samper Sordo y Jorge Martínez Santamaría fundaron el Laboratorio Samper Martínez. La entidad fue privada en un comienzo. Surgió en parte por el dolor y la preocupación personales que en sus fundadores habían producido la difteria de un pariente cercano y una mordedura por un animal infectado con rabia de otro. La proyección lo convirtió pronto en un centro de investigación de producción de insumos para la salud pública.
Los primeros sueros antidiftéricos del país fueron repartidos gratuitamente por el doctor Samper. El doctor Martínez llevó su desinterés al extremo. Murió en 1922 por una difteria que muy probablemente contrajo durante su trabajo en el laboratorio. Con los años, en 1928, la situación de hecho del laboratorio asumió el marco jurídico adecuado. El Estado compró la empresa privada y la convirtió en el Laboratorio Nacional de Higiene que algunos todavía recuerdan. En 1962 se fusionó con el Instituto Carlos Finlay para el estudio de la fiebre amarilla, y en 1968 con los laboratorios estatales para la producción de BCG (vacuna antituberculosa), de higiene industrial y de control de productos farmacológicos, todos bajo el nombre de Instituto Nacional de Salud "Samper-Martínez". Con la adición de algunas divisiones del Ministerio de Salud se convirtió en el Instituto Nacional para Programas Especiales de Salud, INPES, en 1975 se constituyó en el Instituto Nacional de Salud, INS más o menos en la forma en que hoy funciona. Desde su fundación estuvo el Instituto embebido en los problemas de salud del país. En sus laboratorios se estudió la viruela y se produjo la vacuna que finalmente llevó a su erradicación. 
Se arrinconó a la poliomielitis que va por el mismo camino. Se desarrollaron vacunas y biológicos para controlar la rabia, la fiebre amarilla, la difteria, el tétanos y la tos ferina. Se produjeron los mejores sueros antiofídicos del continente. Cuando la segunda guerra impidió la importación de la quinina, el Instituto la produjo. De él salió en 1952 la primera vacuna colombiana contra la aftosa. Varios cientos de publicaciones atestiguan su productividad científica. Se constituyó en centro de referencia nacional para muchas enfermedades y mundial para algunas. En él, por nombrar solo algunos pocos ejemplos, el doctor Augusto Gast Galvis estudió la fiebre amarilla y el doctor Hernando Groot aisló nuevos virus, no conocidos antes y caracterizó la biología de parásitos tropicales americanos, el doctor Carlos San Martín aisló el primer virus de encefalitis equina venezolana e hizo la mejor descripción que se haya hecho de una epidemia por ese virus, el doctor Guillermo Muñoz Rivas estudió la lepra y el doctor Guillermo Aparicio la tuberculosis. El Samper-Martínez era visita obligada de científicos extranjeros y fue una de las tres instituciones de salud más importantes en Latinoamérica.
En 1981 creó la revista científica Biomédica, especializada en Biomedicina y Medicina tropical. En 2013 entró en funcionamiento el Observatorio Nacional de Salud, encargado de generar evidencia para informar la toma de decisiones en política pública.

## Directivos[2]
- Director general: [Helver Guiovanni Rubiano García]
- Directora Investigación en Salud Pública: Gloria Mercedes Puerto
- Director Redes en Salud Pública: Tomás Gilberto Prasca Cepeda
- Director de Producción: Juan Felipe Bedoya Meneses
- Director Observatorio Nacional de Salud: Carlos Andrés Castañeda-Orjuela
- Director Vigilancia y Análisis del Riesgo: Franklyn Prieto
- Jefe Oficina de Tecnologías de Información y las Comunicaciones: Alexandra Maria López Sevillano
- Jefe Oficina de Control Interno: Cielo del Socorro Castilla Pallares
- Jefe Oficina Jurídica: Paula Andrea Arenas Soto
- Secretaria General: Cris Encarnación Reyes Gómez
- Jefe Oficina Asesora de Planeación: José Humberto Pineda Céspedes